# Crary Bank
Crary Bank – ławica na Oceanie Południowym, położona na szelfie kontynentalnym, na północny wschód od Lodowca Szelfowego Rossa. Została nazwana na cześć amerykańskiego geofizyka Alberta P. Crary'ego. Nazwa została zatwierdzona przez organizację Advisory Committee for Undersea Features w czerwcu 1988 roku.